# Alegeri legislative în Suedia, 1994
Alegerile generale din 1994, pentru cele 349 de locuri în Parlamentul Suediei (suedeză Sveriges riksdag) au avut loc în data de 18 septembrie 1994.
Alegerile au arătat întoarcerea la putere a Social Democraților, conduși de Ingvar Carlsson, care a format un guvern minoritar după alegeri. De asemenea, cei din Partidul „Verde” s-au întors la Riksdag după o absență de trei ani. Conservatorii și-au îmbunătățit ușor performanța din 1991 însă Partidul de Centru, Liberalii și Creștin-Democrații, s-au descurcat prost, ultimul abia menținându-și reprezentanții în Parlament. Nou-Democrații, un partid politic populist care a intrat în Riksdag trei ani mai devreme , a avut o performanta slaba, pierzând majoritatea alegătorilor, inclusiv toate locurile în Riksdag. Per total, procentajul voturilor pentru partid au scăzut de la 6,7% în 1991 la 1,2% în 1994. Alegerile au introdus un ciclu electoral prelungit de patru ani, înlocuind termenul anterior de numai trei ani. De asemenea s-a menționat ca fiind primul eveniment electoral din lume ai căror rezultate oficiale au fost publicate în direct pe World Wide Web,  la momentul respectiv în plină dezvoltare (alte țări au folosit anterior Internetul pentru a transmite oficial rezultatele alegerilor, dar prin metode mai simple cum ar fi listele de e-mail).
| Partid               | Partid                   | Lider                                 | Voturi    | Voturi | Voturi | Mandate | Mandate |
| Partid               | Partid                   | Lider                                 | Nr.       | %      | +− %   | Nr.     | +−      |
| -------------------- | ------------------------ | ------------------------------------- | --------- | ------ | ------ | ------- | ------- |
|                      | Social Democrați         | Ingvar Carlsson                       | 2 513 905 | 45,25  | +7,54  | 161     | +23     |
|                      | Partidul Conservator     | Carl Bildt                            | 1 243 253 | 22,38  | +0,46  | 80      | +−0     |
|                      | Partidul de Centru       | Olof Johansson                        | 425 153   | 7,65   | −0,85  | 27      | −4      |
|                      | Partidul Popular Liberal | Bengt Westerberg                      | 399 556   | 7,19   | −1,93  | 26      | −7      |
|                      | Partidul de Stânga       | Gudrun Schyman                        | 342 988   | 6,16   | +1,65  | 22      | +6      |
|                      | Partidul Verde           | Marianne Samuelsson și Birger Schlaug | 279 042   | 5,02   | +1,64  | 18      | +18     |
|                      | Creștin-Democrații       | Alf Svensson                          | 225 974   | 4,07   | −3,07  | 15      | −12     |
|                      | Noua Democrație          | Vivianne Franzén                      | 68 663    | 1,24   | −5,49  | 0       | −24     |
|                      | Others                   | —                                     | 57,006    | 1,03   | —      | —       | —       |
| Nr. de voturi valide | Nr. de voturi valide     | Nr. de voturi valide                  | 5.555.540 | 100,00 |        | 349     |         |
| Voturi nule          | Voturi nule              | Voturi nule                           | 83 291    |        |        |         |         |
| Voturi invalide      | Voturi invalide          | Voturi invalide                       | 1 562     |        |        |         |         |
| Total                | Total                    | Total                                 | 5 640 393 |        |        |         |         |

Voturi pe municipalitate. Municipalitățile sunt reprezentate prin culoarea partidului care a primit cele mai multe voturi.
Cartograma hărții din stânga cu fiecare municipalitate remodelată după numărul de voturi valide înregistrate.
Harta arată cum voturile se schimbă în alegerile dintre 1991 și 1994. Albastrul închis indică o municipalitate votând mai mult către partidele care au format blocul de centru și stânga. Roșu închis indica o municipalitate votând partidele care au format blocul de aripă-stânga.
Voturile pe municipalitate apar sub forma unei scări de la roșu spre albastru, cu roșu-indicand blocul din aripa de stânga, spre albastru-indicând blocul de Centru și Dreapta .
Cartograma apare remodelată și prezintă voturile valide înregistrate în fiecare municipalitate . Albastrul închis reprezintă o majoritate relativă pentru coaliția de centru-dreapta, roșu aprins reprezintă o majoritate relativă pentru  coaliția de aripă-stânga .